# Conflit au Sud-Liban
 (octobre 2024).
Si vous disposez d'ouvrages ou d'articles de référence ou si vous connaissez des sites web de qualité traitant du thème abordé ici, merci de compléter l'article en donnant les références utiles à sa vérifiabilité et en les liant à la section « Notes et références ».
Guerre du Liban
Conflit par procuration Iran-Israël
Conflit israélo-libanais
Le conflit au Sud-Liban  désigne quinze années de guerre du 18 mai 1985 au 25 mai 2000 au Liban du Sud entre d'une part l'Armée du Liban sud, soutenues par l'armée de défense d'Israël, et d'autre part une coalition de groupe dont le Hezbollah, le Mouvement Amal, le Jammoul et le FPLP-CG, appuyés par l'Iran ,.
Ce conflit peut également faire référence à la prolongation des tensions dans cette région, notamment avec le transfert des opérations de l'Organisation de libération de la Palestine (OLP) vers le Sud-Liban après les événements du Septembre noir en Jordanie. Les tensions historiques entre les réfugiés palestiniens et les factions libanaises ont alimenté la lutte politique interne au Liban, opposant de nombreuses factions. Dans ce contexte, le conflit du Sud-Liban peut être considéré comme une partie intégrante de la guerre civile libanaise.
Cette guerre s'est terminée lors du retrait israélien du Liban, qui a entrainé la chute de l'Armée du Liban sud.

## Historique
Lors de conflits antérieurs à l'intervention militaire israélienne au Liban de 1982, y compris l'opération Litani, Israël a tenté d'éradiquer les bases de l'OLP du Liban et de soutenir les milices chrétiennes maronites. L'invasion de 1982 a entraîné le départ de l'OLP du Liban. La création de la zone de sécurité au Sud-Liban a profité aux civils israéliens, bien que cela ait coûté très cher aux civils palestiniens et libanais. Malgré ce succès israélien dans l'éradication des bases de l'OLP et son retrait partiel en 1985, l'invasion israélienne a accru la gravité des conflits avec les milices libanaises locales et a entraîné la consolidation de plusieurs mouvements musulmans chiites locaux au Liban, dont le Hezbollah et Amal, une organisation auparavant non organisée, qui avait alors la forme d'un mouvement de guérilla dans le sud. Au fil des ans, les pertes militaires des deux côtés ont augmenté, car les deux parties ont utilisé des armes plus modernes, et le Hezbollah a progressé dans ses plans tactiques. Au début des années 1990, le Hezbollah, avec le soutien de la Syrie et de l'Iran, a émergé comme le principal groupe et comme une puissance militaire, monopolisant la guérilla au Sud-Liban.
Selon le journal l'Humanité, le Hezbollah a bénéficié d'un soutien quasi unanime de la population libanaise, qu'elle soit chiite, sunnite ou chrétienne. Il a intégré dans ses rangs des combattants d'autres mouvances que celle du parti islamiste chiite.
En l'an 2000, à la suite d'une promesse de campagne électorale, le Premier ministre nouvellement élu Ehud Barak a retiré les forces israéliennes du Sud-Liban au cours de l'année, conformément à la résolution 425 du Conseil de sécurité des Nations unies, adoptée en 1978; le retrait a par conséquent entraîné l'effondrement total et immédiat de l'Armée du Liban sud. Le gouvernement libanais et le Hezbollah considèrent toujours le retrait comme incomplet, jusqu'à ce qu'Israël se retire des fermes de Chebaa. Après le retrait israélien, le Hezbollah a pris un contrôle militaire et civil total sur la partie sud du Liban. Après la guerre, le Hezbollah a appelé la population a ne pas prendre part à des actes de vengeance contre les anciens collaborateurs, et de laisser la justice enquêter. Hassan Nasrallah a appelé les « familles innocentes » (celles des collaborateurs) à rentrer d’Israël, ce que certaines ont fait.
Au cours de l'occupation, les combats et une politique d'expulsion délibérée ont fait passer le nombre des habitants de la région de 800 000 à 70 000.
En 2019, près de 2 000 hectares de terres au Liban sud, principalement des champs agricoles en friche, demeurent pollués par les mines antipersonnel déposées par l’armée israélienne. Un secteur d'une superficie équivalente est interdit d'accès en raison de sa présence de sous-munition qui n'ont pas explosé. Le gouvernement israélien a toujours refusé de fournir la carte des zones minées.